# Зосима Палестински
Зосима (грчки Ζωσιμος; Палестина, 460 —  манастир Јордан, 560) био је монах јорданске породице. 

## Биографија
Живео у VI веку, за време владавине Јустинијана. Живео је од детињства у једном од манастира у околини Кесарије Палестинске и, описивао га је Димитрије Ростовски (митрополит Ростовски).
Зосима је мучила непријатна мисао да ли ће бити човек у пустињи, а анђео се појавио и на то му рекао:
" Зосима! Ты усердно подвизался, насколько это в силах человека, и доблестно прошел постнический подвиг. Однако нет человека, который мог бы сказать о себе, что он достиг совершенства. Есть подвиги, неведомые тебе, и труднее пройденных тобою. Чтобы познать, сколько иных путей ведут ко спасению, покинь страну свою, как славнейший из патриархов Авраам, и иди в монастырь, лежащий при реке Иордане. "

### Марија Египћанка
Зосима се преселио у манастир Јордан, стојећи на ивици пустиње. Видео је и разговарао са Маријом Египћанком у периоду њеног живота у пустињи. Он ју је 
пронашао, причестио и сахранио.
После смрти Марије Египћанке, он је говорио о свом животу монасима манастира, где је живео. Касније Живот Свете Марије био је написан од стране Софронија Јерусалимског (патријарх Јерусалима).

## Иконографија
Зосима Палестински са Маријом Египћанком (Грчка, 17. в.)
Неоригиналани записи дају следећи опис о изгледу Зосима: "... лик стар и сед,са брадом." Приче у вези живота Марије Египћанке су повезане са Зосимом. Марија стоји нага и Зосима јој даје плашт, а затим јој даје Свето Причешће док стоји у реци Јордан. 
Слике Зосима су ретке. Његове слике се могу наћи по прелепим фрескама из Кападокијске цркве и цркве у Новгороду (Црква Преображења).
У XVII веку у руској цркви се појављују иконе Свете Марије где постоји приказ Зосима (њихов број у неким случајевима достиже 5-8). Зосимова позната слика у усправној минијатури се може видети на пример, у Кијеву насликана 1397. Приказан је такође и у псалмима (Пс. 118).